# BAND-MAID
BAND-MAID(한국어: 밴드 메이드,일본어: バンドメイド)는 일본의 5인조 록밴드이다. 플래티넘 패스포트소속이며 레이블은 포니 캐년이다. 시부야를 중심으로 활동하며 메이드복을 입고 라이브를 하는 게 컨셉이다. 라이브를 "서빙", 팬을 "주인님", "아가씨"라고 부르는 특징이 있는 트윈 보컬, 트윈 기타 (리드 기타 & 리듬 기타), 더블 베이스 드럼 록 밴드다.
BAND-MAID는 2021년 넷플릭스 영화 '케이트'에 카메오로 출연하여 콘서트 장면에서 직접 연기를 펼쳤다. 이 영화에서 그들의 노래 'Blooming'과 'Choose Me'가 사용되었다.

## 구성원
- 코바토 미쿠(小鳩 ミク) - 1991년생. 리듬 기타 & 보컬
- 토노 카나미(遠乃 歌波) - 리드 기타
- 히로세 아카네(廣瀬 茜) - 드럼
- 미사(ミサ,MISA) - 베이스
- 아츠미 사이키(厚見 彩姫) - 1994년생. 리드 보컬

## 디스코그라피

### 정규 앨범
- 2014년 - Maid in Japan
- 2015년 - New Beginning
- 2016년 - Brand New Maid
- 2017년 - Just Bring It
- 2018년 - World Domination
- 2019년 - Conqueror
- 2021년 - Unseen World
- 2024년 - Epic Narratives